# Kuru (dinosaurus)
Kuru byl rod teropodního dinosaura z čeledi Dromaeosauridae, který žil na území dnešního Mongolska (lokalita Chulsan, souvrství Barun Gojot) v období pozdní křídy (asi před 72 až 71 miliony let).

## Historie
Fosilie tohoto teropodního dinosaura byly objevené paleontologickou expedicí v červnu roku 1991. Původně byl tento dinosaurus neformálně pojmenován jako "Airakoraptor", a to v bibliografii pro původní popis rodu Achillobator v práci Perle et al. (1999), ale toto jméno bylo považováno za nomen nudum, protože nebylo doprovázeno dostatečným popisem nebo diagnózou. Teprve v listopadu roku 2021 byl taxon formálně popsán jako nový rod a druh Kuru kulla. Je pravděpodobné, že tento malý teropod patřil do čeledi Dromaeosauridae, stejně jako jeho slavnější příbuzní rodu Velociraptor nebo Deinonychus. Blízce příbuzným druhem tohoto taxonu pak byl pravděpodobně Adasaurus mongoliensis.